# Cetichthys
Cetichthys es un género de peces cetomimiformes de la familia cetomímidos. Su nombre viene del griego cetos (ballena) e ichthys (pez), por su aspecto, aunque no por su tamaño pues miden como máximo entre 12 y 19 cm.
Todos ellos son peces marinos batipelágicos que pueden vivir a varios miles de metros de profundidad, en el fondo abisal.

## Especies
Se reconocen las siguientes especies:
- Cetichthys indagator (Rofen, 1959) - Pez-ballena indagador
- Cetichthys parini (Paxton, 1989)